# کارناوال گلوری
کارناوال گلوری (به انگلیسی: Carnival Glory) یک کشتی است که طول آن ۹۵۲ فوت (۲۹۰٫۲ متر) می‌باشد. این کشتی در سال ۲۰۰۳ ساخته شد.